# Chronik des Bürgerkriegs in Syrien 2018

Übersichtskarte des Bürgerkriegs in Syrien
Von Regierungstruppen gehalten
Von der Freien Syrischen Armee, Islamistenmilizen und türkischen Einheiten gehalten
Von der dschihadistischen Dschabhat Fatah asch-Scham gehalten
Vom „Islamischen Staat“ gehalten
Von den Demokratischen Kräften Syriens gehalten (Stand: 21. Mai 2020)

Die Chronik des Bürgerkriegs in Syrien 2018 erfasst die Ereignisse des Bürgerkriegs in Syrien im Jahr 2018.

## Januar
Bei einem Luftangriff am 3. Januar wurde nach Angaben von Hilfsorganisationen ein Krankenhaus in Maarat an-Numan getroffen. Der Angriff sei nach Angaben von Helfern Teil einer Kampagne der syrischen Regierung, das zwischen Ende Dezember 2017 und Anfang Januar 2018 acht Krankenhäuser in der Provinz Idlib aus der Luft angegriffen habe.
Bei Luftangriffen auf die eingeschlossene Rebellen-Enklave Ost-Ghuta wurden nach Angaben von SOHR-Beobachtern vom 4. Januar 30 Menschen getötet. Der Ort Misraba sei dabei von Flugzeugen der russischen Luftwaffe angegriffen worden, wobei die Angriffe zwei Gebäude zum Einsturz gebracht hätten.
Am 5. Januar wurde der von Streitkräften der Russischen Föderation benutzte Militärflugplatz Hmeimim nach russischen Angaben von insgesamt 13 Drohnen angegriffen, die versuchten, mit kleinen Sprengkörpern als Ladung auf das Gelände des Stützpunktes zu gelangen. Die Flugabwehr habe sieben der Drohnen abgeschossen, die übrigen habe man durch elektronische Kampfführung zum Absturz gebracht. Der russische Präsident Wladimir Putin bezichtigte wenig später nicht näher identifizierte Provokateure, bei denen es sich aber nicht um Türken handle, für den Angriff verantwortlich zu sein. Die Drohnen hätten, trotz ihres eher improvisiert wirkenden Äußeren, hochmoderne Bauteile enthalten und man wisse, wer verantwortlich sei.
Am 7. Januar gaben regierungstreue Kämpfer und SOHR-Beobachter gleichermaßen die Eroberung des strategisch bedeutsamen, an einer wichtigen Verbindungsstraße in der Provinz Idlib gelegenen Ortes Sinjar (35°35′26″N 37°00′18″E) durch syrische Regierungstruppen bekannt. Die Eroberung mache ihnen zudem den Weg zu einem wichtigen Militärflughafen frei.
Am 8. Januar meldeten syrische Staatsmedien und SOHR-Beobachter, dass ein Entsatzangriff syrischer Elitetruppen in Verbindung mit russischen Luftangriffen nördlich von Damaskus in Harasta (33°32′59″N 36°22′19″E) den Belagerungsring um einen bedeutenden Stützpunkt der syrischen Armee durchbrochen habe, in dem rund 200 syrische Soldaten seit Wochen von islamistischen Kämpfern des al-Qaida-nahen Levant Liberation Committee (LLC) eingeschlossen gewesen seien. SOHR-Beobachter gaben an, dass bis zum 5. Januar bei der Operation 77 Extremisten und fast 80 Zivilisten getötet wurden.
Am 9. Januar kündigte der türkische Präsident Recep Tayyip Erdoğan an, in Syrien auf Gebiet vorrücken zu wollen, das von den SDF bei Manbidsch und von den YPG bei Afrin gehalten wird. Weiterhin bezichtigte die Türkei die syrische Regierung, bei Angriffen in Idlib moderate Rebellen getroffen zu haben und so gegen die Deeskalationszonen-Vereinbarung zwischen den Staaten Russland, Türkei und Iran verstoßen zu haben. Die syrische Regierung greife moderate Kräfte an und behaupte, Islamisten zu bekämpfen, teilte der türkische Außenminister Mevlüt Çavuşoğlu mit.
Israelische Kampfflugzeuge griffen am 9. Januar nach Angaben in syrischen Staatsmedien Ziele bei Damaskus an. Die Angreifer hätten sich aus libanesischem und israelischem Luftraum genähert und Luft-Boden-Raketen gestartet, während weitere Raketen von israelisch besetztem Gebiet in den Golanhöhen gestartet worden seien. Die syrische Flugabwehr habe ein Flugzeug und mehrere Raketen getroffen. Ebenfalls am 9. Januar erreichten die syrische Armee und ihre Verbündeten den ehemaligen, aber strategisch wichtigen Militärflugplatz Abu z-Zuhur im Osten der Provinz Idlib, der 2015 von Dschihadisten der al-Nusra-Front erobert wurde. Die syrische Armee hatte in dem Gebiet, das vom syrischen Ableger der Terrororganisation al-Qaida dominiert wird, zuvor eine großangelegte Offensive entlang der direkten Verbindungsstraße von Damaskus nach Aleppo gestartet und in den Tagen zuvor bereits mehrere Ortschaften unter ihre Kontrolle gebracht.
Am 11. Januar kündigten mehrere Extremistengruppen, darunter unter anderem das Dschihadistenbündnis Haiʾat Tahrir asch-Scham, an, dass man eine Gegenoffensive gestartet habe, um die Offensive der syrischen Armee in Idlib zu stoppen.
Am 12. Januar meldete das syrische Militär, dass die Gegenoffensive des Bündnisses aus verschiedenen Rebellengruppen im Idlib-Gebiet abgewiesen worden sei. Man habe alle Dörfer zurückerobert, die das Bündnis, das aus den Gruppen Harakat Nour al-Din al-Zenki, der Islamischen Turkestan-Partei und dem al-Qaida-nahen LLC bestehen soll, am Vortag erobert hatte. Dutzende Kämpfer dieser Gruppen seien bei den Kämpfen getötet worden.
Am 13. Januar meldete die oppositionelle SOHR, dass regierungstreue Truppen in den letzten 24 Stunden 26 Ortschaften in der Provinz Idlib eingenommen hätten. Die Spitzen der syrischen Truppen, die im Süden der Provinz Aleppo aktiv seien, und die der Verbände, die von Süden kommend auf Abu z-Zuhur vorrückten, seien nur noch sechs Kilometer voneinander entfernt. Die Offensive sei durch zahlreiche Luftangriffe begleitet worden und die UNO schätze, dass innerhalb einer Woche 30.000 Personen aus der Region in das Gebiet an der Grenze zur Türkei geflohen seien.
Die türkische Nachrichtenagentur Anadolu berichtete, dass die türkische Armee eine Kolonne mit Militärtechnik, unter anderem auch Panzern, an die syrische Grenze in der südtürkischen Provinz Hatay verlegt haben soll. Sie soll zur Verstärkung der türkischen Grenztruppen bestimmt sein. Andere türkische Beobachter werteten den Aufmarsch jedoch als Auftakt zum Angriff der Türkei auf kurdische YPG-Verbände um die syrische Stadt Afrin. Ein entscheidender Faktor für einen schnellen Erfolg sei, ob Russland der Türkei erlaubt habe, in den syrischen Luftraum einzufliegen und die Kurden um Afrin aus der Luft anzugreifen.
Am 14. Januar begann die türkische Armee damit, Dörfer um Afrin aus der Türkei heraus mit Artillerie zu beschießen. Der türkische Staatspräsident kündigte für die nächsten Tage eine Offensive an, mit der kurdische Kämpfer aus Afrin vertrieben werden sollen.
Am 18. Januar reiste der türkische Generalstabschef Hulusi Akar mit Geheimdienstchef Hakan Fidan nach Moskau. Beobachter werteten den Besuch als hochkarätigen Austausch im Zuge der bevorstehenden Offensive.
Am 20. Januar griffen türkische Kampfflugzeuge Afrin an. Eine türkische Nachrichtenagentur gab später bekannt, dass man 100 Ziele in der Afrin-Region aus der Luft angegriffen habe. Es seien 72 Kampfflugzeuge nach ihrem Einsatz sicher zu ihren Basen in der Türkei zurückgekehrt. Türkische Stellen verkündeten den Beginn der Bodenoffensive auf Afrin. Russische Stellen ließen derweil verlauten, man werde sich in die Kämpfe in Afrin nicht einmischen. Die russischen Militärpolizisten in der Afrin-Region wurden abgezogen und eine Stellungnahme veröffentlicht, in der Russland den USA die Schuld an der Entwicklung zuschrieb. Weiter gaben syrische Truppen im Zuge ihrer Idlib-Offensive die komplette Eroberung des ehemaligen Militärflugplatzes Abu z-Zuhur (35°44′3″N 37°6′10″E) sowie eines Dutzend Dörfern in der Region bekannt. Amerikanische Flugzeuge griffen IS-Ziele im Euphrat-Gebiet bei asch-Schaʿfa (34°34′2″N 40°56′01″E) an, wobei bis zu 150 IS-Kämpfer getötet worden sein sollen.
Am 22. Januar drangen türkische Bodentruppen und verbündete Rebellen weiter auf syrisches Staatsgebiet vor und setzten sich nach eigenen Angaben auf einigen Höhen und in Dörfern an der Grenze fest. Von kurdischer Seite wurde berichtet, dass türkische Artillerie von türkischem Staatsgebiet aus Ziele bei Raʾs al-ʿAin beschossen habe. Kurdische Kämpfer hätten nach türkischen Angaben das türkische Kilis und ein Flüchtlingslager in der Provinz Hatay beschossen, das als Basis für die türkeitreuen FSA-Kämpfer dient. Kurdische Kämpfer traten in der Nacht zum 23. Januar nach SOHR-Angaben zum Gegenangriff an und eroberten die Dörfer Shenkal (36°48′38″N 36°44′26″E) und Adamaly (36°46′4″N 36°39′41″E) von türkischen Truppen zurück.
Am 25. Januar rief die kurdische Verwaltung von Afrin angesichts der türkischen Invasion offiziell den syrischen Präsidenten Assad um Unterstützung an. Syrien solle seine hoheitlichen Aufgaben wahrnehmen und die Grenzen gegen die türkischen Angreifer schützen.
Am Morgen des 27. Januar, kurz nachdem eine lokale Waffenruhe hätte in Kraft treten sollen, griffen Aufständische erneut den wichtigen Armeestützpunkt in Harasta an. Sie schickten nach Angaben von Aktivisten einen Attentäter mit einer Autobombe vor, der die Bombe offenbar im Stützpunkt zur Explosion bringen sollte. Die Bombe explodierte zwar, darüber, ob sie zuvor ihr Ziel erreichte, machten die Beteiligten unterschiedliche Angaben.
Am 29. Januar meldeten syrische Medien, dass ein türkischer Militärkonvoi zum Ziel syrischer Artillerie wurde, als der Verband mit türkischen Aufklärungstruppen auf dem Weg nach al-Eis (35°59′39″N 36°59′53″E) das Dorf Qammari südlich von Aleppo durchqueren wollte. Die Granaten schlugen vor dem Konvoi im Bereich des Dorfes ein. Der Verband war nach Einschätzung von SOHR-Beobachtern unterwegs um im Gebiet der HTS-Kämpfer in der Idlib-Provinz Positionen für eine türkische Militärpräsenz auszukundschaften. Ein türkisches Fahrzeug des Konvois wurde nach SOHR-Angaben wenig später durch einen Volltreffer bei al-Atareb (36°08′12″N 36°49′46″E) zerstört und der Fahrer getötet.
Am 30. Januar begann die von Russland, der Türkei und dem Iran vorbereitete Friedenskonferenz im russischen Sotschi. 1500 Delegierte reisten an, davon nur wenige aus der Opposition. Die teilnehmenden Oppositionsgruppen gehören nach einem Bericht der New York Times zu einer von Präsident Assad „tolerierten“ Oppositionsbewegung aus Damaskus.

## Februar
Am 1. Februar griffen israelische Kampfflugzeuge nach syrischen Oppositionsmedien Ziele der dschihadistischen Gruppe Armee des Chālid ibn al-Walīd bei Darʿā an. Syrische Truppen und verbündete Milizen setzten ihre Offensive auf die Provinz Idlib aus dem Süden von Aleppo fort und arbeiteten sich bis auf 20 km an den Verkehrsknotenpunkt Saraqib heran. Ziele bei Hama und Idlib wurden aus der Luft angegriffen, wobei 28 Zivilisten nach SOHR-Angaben getötet wurden. Die syrische Regierung gab bekannt, dass sieben Zivilisten in Damaskus durch Rebellenbeschuss getötet wurden. Bei einem Luftangriff trafen laut einer Ärzteorganisation fünf Raketen ein Hospital in Kafr Zita (36°22′25″N 36°36′06″E), das unter einer 20 Meter dicken Felsschicht liegt. Es war unklar, ob syrische oder russische Kampfflugzeuge den Angriff geflogen hatten.
Am 2. Februar kündigte das US-Verteidigungsministerium eine Untersuchung an, die prüfen soll, ob syrische Truppen in ihrer neuen Offensive erneut die chemischen Kampfstoffe Chlorgas und Sarin als Waffen eingesetzt hätten.
Am 3. Februar stürzte ein russisches Su-25-Erdkampfflugzeug bei Saraqib ab. Der Pilot Roman Nikolajewitsch Filipow hatte sich zunächst retten können, wurde aber anschließend am Boden getötet. Aufständische gaben an, der Pilot habe sich der Festnahme widersetzt und habe mit seiner Pistole das Feuer eröffnet, bevor er getötet wurde. Nach russischen Angaben wurde das Flugzeug abgeschossen. SOHR-Beobachter berichteten, das Flugzeug sei von einer schultergestützten Flugabwehrrakete getroffen worden.
Russische Agenturen meldeten noch am gleichen Tag, dass russische Flugzeuge einen erneuten Luftangriff auf das Gebiet geflogen hätten, bei dem mit Präzisionswaffen mehr als 30 feindliche Kämpfer getötet worden seien.
Vom 4. auf den 5. Februar kam es zu Luftangriffen auf Kafr Nubl, Maasran, Saraqib, Maarat al-Numan und die Stadt Idlib.
Am 5. Februar bewegte sich, wie schon am 29. Januar, ein türkischer Militärkonvoi durch das Rebellengebiet der Idlib-Provinz, um einen Beobachtungsposten in der vereinbarten Deeskalationszone aufzubauen. Das Ziel soll nach SOHR-Angaben wieder eine Position in der Nähe des Dorfes al-Eis sein.
Am 6. Februar starteten regierungstreue Kräfte nach wochenlangen Kämpfen den bislang schwersten Beschuss auf eingeschlossene Ortsteile der Hauptstadt. 80 Menschen sollen dabei durch Luftangriffe und Artilleriebeschuss getötet worden sein. Weitere Angriffe wurden in der Idlib-Provinz geflogen.
Am 7. Februar griffen israelische Kampfflugzeuge nach syrischen Regierungsangaben erneut ein Ziel bei Damaskus an. Der Angriff soll dem Forschungszentrum in Dschamraja gegolten haben.
Am selben Tag sollen syrische Truppen und ihre Verbündeten im Osten Syriens US-Angaben zufolge Positionen der US-unterstützten Kurdenmiliz SDF angegriffen und die kurdischen Kämpfer südöstlich von Deir ez-Zor mit Artillerie und Panzerkanonen beschossen haben. Ein von den USA geführter Luftangriff traf daraufhin einen syrischen Verband aus Panzern, Raketenwerfern und etwa 500 Kämpfern, wobei nach US-Schätzung etwa 100 Kämpfer getötet wurden. Der Verband bestand nach Aussagen in der Zeitung Moskowski Komsomolez aus syrischen Freiwilligen und russischen Söldnern der Gruppe Wagner, die das von Kurden kontrollierte, am östlichen Ufer des Euphrat gelegene Conoco-Gasfeld (das auch unter dem Namen Tabiyeh bekannt ist) aus kommerziellen Gründen unter ihre Kontrolle bringen wollten. SOHR-Aktivisten gaben den Ort des Angriffs auf die syrischen Artillerieeinheiten mit dem Dorf Khusham an (35°18′03″N 40°17′31″E), das am Ostufer des Euphrat liegt. Die Verluste der Syrer hätten demnach 20 Kämpfer und verschiedene Geschütze und Fahrzeuge betragen. Sowohl SDF als auch das US-Militär, hätten nach eigenen Angaben unabhängig voneinander, noch bis kurz vor dem syrischen Angriff, mit russischen Verbindungsoffizieren gesprochen, um den syrischen Angriff zu verhindern, die russische Seite hätte jedoch bestritten, dass es einen Angriff geben würde. Nachdem das US-Militär den Verband dann aus der Luft zerschlagen hatten, ersuchte demnach der gleiche russische Offizier in Deir ez-Zor, mit dem die SDF zuvor gesprochen hatten, um Waffenruhe zur Bergung der Toten und Verwundeten. Eine offizielle russische Stellungnahme gab später an, der syrische Kampfverband habe IS-Kämpfer verfolgen wollen.
Am 9. Februar gelang es nach Einschätzung von SOHR-Beobachtern den regierungstreuen Truppen, die verbliebene Rebellenenklave südlich von Aleppo, die vor wenigen Wochen vom IS übernommen worden war, komplett unter ihre Kontrolle zu bringen. Die syrische Seite hätte nach der Meinung der SOHR-Aktivisten eine Vereinbarung mit den IS-Kämpfern getroffen und ihnen erlaubt, durch einen Korridor in die Provinz Idlib zu entkommen. Die Onlinezeitung al-Masdar News, die der syrischen Regierung nahe steht, berichtete hingegen, die IS-Terroristen hätten den Belagerungsring um die Enklave gewaltsam durchbrochen, sich dann durch einen Geländestreifen von 30 km, gehalten von syrischen Truppen, gekämpft, anschließend die Frontlinie zwischen syrischen Truppen und HTS-Dschihadisten in Idlib durchbrochen und vom HTS mehrere Ortschaften erobert.
Am 10. Februar wurde nach israelischer Darstellung ein F-16-Kampfflugzeug der israelischen Luftwaffe zerstört, nachdem es nach israelischen Angaben von einer syrischen S-200-Flugabwehrrakete getroffen worden war. Die Maschine war nach israelischen Angaben abkommandiert, um eine iranische Drohnen-Kontrollstation in Syrien anzugreifen, von der aus zuvor eine „Saeqeh“-Drohne nach Israel gesteuert worden war. Das Wrack der F-16 stürzte in Israel in der Jesreelebene ab, die Piloten überlebten. Die iranische Kontrollstation in Syrien war nach israelischen Angaben bei dem Einsatz mehrfach getroffen worden. SOHR-Aktivisten verorteten das Ziel der israelischen Angriffe auf Basen im Gouvernement Homs, die von Russen und Iranern benutzt werden. Die israelische Luftwaffe gab anschließend bekannt, einen weiteren Angriff auf 12 Ziele in Syrien durchgeführt zu haben, darunter auf drei Flugabwehrstellungen. Russland und der Iran bestritten, am Abschuss des israelischen Flugzeuges beteiligt gewesen zu sein.
Am selben Tag wurde ein TAI T-129-Kampfhubschrauber der türkischen Armee über Syrien von der SDF abgeschossen. Die beiden Piloten überlebten dies nicht. Der Vorfall wurde von Erdogan bestätigt.
Das Pentagon gab bekannt, am 10. Februar mit einer MQ-9-Drohne einen T-72-Panzer der syrischen Armee bei al-Tabiyeh zerstört zu haben. Es wurde nicht bekanntgegeben, welche Waffe die MQ-9 (entweder eine JDAM oder eine Hellfire) abgefeuert hatte. Dabei wurden alle drei Besatzungsmitglieder getötet. Das Fahrzeug habe sich mit seiner Kampfgruppe SDF-Positionen in der Umgebung von Deir ez-Zor genähert, wobei aus der Gruppe indirektes Feuer aus Mörsern und leichten Waffen in Richtung der SDF-Positionen eröffnet worden sei. Die Amerikaner benutzten nach eigenen Angaben das Notfalltelefon, um die russischen Stellen zu informieren und griffen dann den Panzer an. Der Befehlshaber des US-Zentralkommandos CENTCOM, Jeffrey Harrigian bezeichnete den Beschuss des vorrückenden Panzers als Selbstverteidigung.
Am 15. Februar meldeten SOHR-Aktivisten, dass 15 russische Söldner und 7 andere Personen bei einer Explosion in einem Munitionslager ihrer Einheit nahe Deir ez-Zor getötet wurden. Ebenfalls am 15. Februar ließen Regierungstruppen einen Hilfskonvoi der Vereinten Nationen ins belagerte Ost-Ghuta passieren. Die neun Lastwagen transportierten Lebensmittel, die 7200 Personen für einen Monat versorgen sollen. Die Bitte der Vereinten Nationen nach einer Feuerpause und der Evakuierung der Schwerverwundeten und Schwerkranken wurde abgelehnt.
Am 19. Februar meldeten SOHR-Aktivisten, dass bei Angriffen auf die Enklave Ost-Ghuta 100 Menschen getötet und 470 verwundet wurden. Eine BBC Analyse stellte fest, dass sich die Angriffe offenbar auf Lebensmittellager und Bäckereien konzentrierten, weiter seien vier Krankenhäuser am 19. getroffen worden. Der russische Außenminister Sergei Lawrow stufte die Berichterstattung über die Lage in der Enklave Ost-Ghuta als „übertrieben“ ein.
Am 22. Februar setzten sich die Luftangriffe auf Ost-Ghuta fort. Ein Arzt vor Ort sprach von 10 bis 20 Angriffen pro Minute. UNO-Generalsekretär Antonio Guterres forderte den UNO-Sicherheitsrat zum Handeln auf, um die Lage in Ost-Ghuta zu klären. Der Vertreter Russlands beantragte eine Sondersitzung für den 23. Februar. Weiter wurden regierungstreue schiitische Milizen in die Region Afrin entsandt, um mit den Kurden den türkischen Vormarsch aufzuhalten. Die Kämpfer wurden aus Nubl und az-Zahra entsandt und von den Kurden nach eigenen Angaben in die Verteidigung von Rajo und Jinderes (36°23′36″N 36°41′17″E) eingereiht.
Am 24. Februar verabschiedete der UNO-Sicherheitsrat Resolution 2401 zu Ost-Ghuta, in der eine sofortige Waffenruhe für 30 Tage gefordert wird. Die Angriffe setzten sich jedoch nach Beobachtern fort und am 26. Februar ordnete Russlands Präsident Putin für seine Streitkräfte eine Waffenruhe für das Gebiet an, die täglich von 9 bis 14 Uhr gelten soll. In der Zeit sollen Einwohner die Möglichkeit haben, über einen Korridor aus der Stadt zu fliehen.
Am 27. Februar beklagte die russische Regierung, dass sich die Kämpfer in Ost-Ghuta offenbar nicht an den Waffenstillstand hielten und sie die von Russland ausgewiesenen „humanitären Korridore“ beschießen würden. Vertreter der Jaish al-Islam-Gruppe bestritten die russischen Angaben, weder schieße man auf den Korridor, noch zwinge man Zivilisten im eingeschlossenen Gebiet zu bleiben. Der Leiter des Welternährungsprogramms in Syrien erklärte, für eine komplexe Operation wie die Versorgung der Zivilbevölkerung über eine Frontlinie hinaus nütze eine fünfstündige Waffenruhe nichts. Die Kämpfe seien landesweit in den letzten zwei Monaten aufgeflammt um Idlib, in Ghuta und an der jordanischen Grenze.
Die syrischen Regierungstruppen rückten am 28. Februar in der Region Ost-Ghuta weiter gegen illegale bewaffnete Formationen vor. Dabei brachten sie nach heftigen Kämpfen gegen Dschihadisten der radikal-salafistischen Gruppierung Dschaisch al-Islam unter anderem die Ortschaften Hawsh al-Dawahirah und al-Shifouniyah unter ihre Kontrolle. Maßgeblich an dem Angriff beteiligt sollen die Tiger-Kräfte gewesen sein, eine Spezialeinheit der syrischen Armee für offensive Operationen.

## März
Am 2. März meldeten syrische Truppen, nach zwei Wochen anhaltender Luftangriffe und einer Bodenoffensive, Geländegewinne in Ost-Ghuta. Demnach konnten sie im seit dem 14. November 2017 umkämpften Harasta im Westen des eingeschlossenen Gebietes Geländegewinne erzielen und die Dörfer Hawsh Zreika und Hawsh al-Dawahra im Osten von Ost-Ghuta unter ihre Kontrolle bringen.
Am 3. März erlangten die syrischen Streitkräfte in der Region Ost-Ghuta die volle Kontrolle über die jahrelang von der radikalislamistischen Gruppierung Dschaisch al-Islam besetzte Basis des Bataillons 274 zurück.
In der Nacht zum 4. März erreichte die syrische Armee, angeführt von den Tiger-Kräften, die von der Dschihadistengruppierung Dschaisch al-Islam besetzten Orte Beit Sawa und Mesraba. Außerdem erkämpften sich die syrischen Einheiten die Feuerkontrolle über die Verbindungsstraße Shifouniyah – Duma, eine der wichtigsten Nachschublinien der Islamisten in der Region.

## April
Am 29. April meldeten SDF Einheiten, dass sie beim Dorf Janin von syrischen Truppen angegriffen wurden. Syrische Staatsmedien gaben die Besetzung mehrerer Siedlungen östlich des Euphrat nahe der irakischen Grenze bekannt, die zuvor vom SDF gehalten worden seien. Wenige Stunden später gab der SDF bekannt, alle Siedlungen zurückerobert zu haben. Eine Nachrichtenagentur meldete, die US-Luftwaffe habe den SDF dabei mit Angriffen unterstützt. Am gleichen Tag meldeten syrische Staatsmedien die Rückeroberung des Ortsteils al-Jourah in Damaskus vom IS. Die Islamisten hatten das Viertel zuvor unter ihre Kontrolle gebracht, als die Masse der syrischen Truppen im Nord-Osten der Stadt gegen Ost-Ghuta vorgegangen waren.
In der Nacht zum 30. April kam es in Syrien zu mehreren Raketenangriffen. Gebäude auf dem Militärflugplatz Nairab (36°10′52″N 37°13′29″E) bei Aleppo wurden demnach getroffen.
Die Angriffe auf eine zweite Anlage (35°02′54″N 36°46′33″E), die als Stützpunkt der syrischen 47-Brigade gilt, aber von iranischen Truppen benutzt wird, südlich von Hama, löste offenbar eine schwere Explosion aus, deren Erschütterung bei seismischen Messungen des European-Mediterranean Seismological Centre 2,6 auf der Richterskala erreichten. Diese Erschütterungen werteten Analysten nicht als Resultat der Explosion einer eingesetzten Waffe, sondern als Explosion des angegriffenen Ziels. Vermutet wurde demnach die Explosion von gelagerten Raketengefechtsköpfen in Gebäuden auf dem Stützpunkt. Die New York Times berief sich auf einen Vertreter der iranisch-syrischen Allianz vor Ort, der angab, 200 Boden-Boden-Raketen seien bei dem Angriff zerstört worden. Die Verluste auf der Basis wurden von Beobachtern mit 16 bis 38 Opfern angegeben.
Der Leiter der SOHR spekulierte, dass ein israelischer Angriff die Stützpunkte getroffen habe. Die staatliche syrische Nachrichtenagentur SANA meldete, dass feindliche Raketen Ziele bei Aleppo und Hama gestartet wurden, identifizierte die Angreifer aber nicht. Die der syrischen Regierung nahe stehende Tischrin-Website schrieb dagegen zunächst den USA und Großbritannien den Angriff zu.

## Mai
Am 8. Mai meldeten syrische Staatsmedien, dass israelische Kampfflugzeuge einen Luftangriff auf eine Basis südlich von Damaskus durchgeführt hätten. Von den anfliegenden Raketen habe man zwei abgeschossen. Neun iranische Kämpfer seien nach SOHR-Angaben bei dem Angriff getötet worden, der ein Waffenlager in der Region al-Kiswah zum Ziel gehabt haben soll.
Am 10. Mai sollen nach israelischen Darstellungen kurz nach Mitternacht iranische Truppen etwa 20 Geschosse auf israelische Stellungen auf den Golanhöhen abgefeuert haben. In einer Bekanntmachung schrieben israelische Offizielle die Verantwortung für den Zwischenfall dem iranischen General Qasem Soleimani zu. Die Kurzstreckenraketen hätten jedoch ihre Ziele verfehlt und niemand sei verletzt worden. Im Anschluss gaben israelische Stellen über Twitter am Morgen des 10. Mai einen umfassenden Angriff auf dutzende Ziele innerhalb Syriens bekannt. Syrische Staatsmedien meldeten israelische Luftangriffe auf Waffen- und Munitionslager sowie auf Luftabwehrstellungen. Iranische Stellen bestritten, dass ihr Land Raketen auf israelische Stellungen abgefeuert habe und sprachen von einer israelischen Lüge zur Rechtfertigung ihres Angriffs. Mehr als 50 Ziele wurden in der Operation, die die Israelis „House of Cards“ tauften, nach ihren Angaben in Syrien getroffen.
Am 20. Mai meldeten Medien, dass die Kämpfer des „Islamischen Staates“, die in Damaskus das Gebiet des Palästinenserlagers Jarmuk besetzt hielten, besiegt seien. Syrische Staatsmedien gaben an, die Kämpfer hätten sich ergeben und seien gefangen genommen worden. SOHR-Aktivisten berichteten dagegen, die Kämpfer hätten sich auf einen Waffenstillstand mit der Regierung geeinigt und einige würden freies Geleit erhalten.
Am 23. Mai, so gaben russische Stellen am 27. Mai an, seien bei Deir ez-Zor vier russische Militärbeobachter bei einem Angriff von Terroristen auf syrische Stellungen getötet worden. Zwei starben beim Angriff, zwei weitere seien später an ihren Verletzungen gestorben. Drei weitere hätten verwundet überlebt. Für den Nachtangriff seien Angehörige „beweglicher“ Terrorgruppen verantwortlich, von denen man 43 getötet habe. SOHR-Aktivisten meldeten dagegen neun getötete Russen und 35 getötete syrische Regierungssoldaten. Bei den Angreifern habe es sich um IS-Kämpfer gehandelt.

## Juni
Am 7. Juni wurden bei einem Luftangriff auf das Dorf Sardana in der Provinz Idlib nach Angaben von SOHR-Aktivisten 38 Personen getötet. Russische Kampfflugzeuge hätten den Angriff geflogen.
Am 8. Juni meldeten SOHR-Beobachter den Luftangriff mit den bislang meisten Opfern in diesem Jahr. In der Idlib-Provinz griffen Kampfflugzeuge demnach in der Nacht von 7. auf den 8. Juni das Dorf Sardana (36°02′43″N 36°45′10″E) mit acht Einzelangriffen an und töteten 44 Menschen. Die Aktivisten vermuten, dass der Angriff von russischen Flugzeugen geflogen wurde. Sie hätten dabei einen „Doppelschlag“ ausgeführt, bei dem ein zweiter Bomber das gleiche Ziel einige Zeit nach einem ersten Angriff erneut angreift, wenn die Rettungsarbeiten begonnen haben.
Am 14. Juni meldeten Vertreter der Türkei und der USA, dass man sich bei einem Treffen in Stuttgart über die Zukunft der nordsyrischen Stadt Manbidsch geeinigt habe. Die Details der Einigung wurden zunächst nicht veröffentlicht.
Am 19. Juni starten Regierungstruppen, verbündete iranische Milizen und russische Kampfflugzeuge, eine Offensive auf die Rebellengebiete im Gouvernement Darʿā.
In der Nacht vom 25. auf den 26. Juni schlugen nach syrischen Medien israelische Raketen nahe dem Flughafen von Damaskus ein. SOHR-Aktivisten gaben an, ein Waffenlager der Hisbollah-Miliz sei getroffen worden.
In der Nacht vom 26. auf den 27. Juni bombardierten Luftstreitkräfte nach SOHR-Aktivisten und Ärzten vor Ort drei Sanitätsstationen in Saida, Jeeza und Musayfra im Gouvernement Darʿā an der Grenze zu Jordanien. Obwohl sich zahlreiche Personen vor der Offensive in der Region auf die Flucht in Richtung Jordanien begeben hätten, hält Jordanien die Grenze weiter geschlossen. Die Kampfflugzeuge hätten zu Russland gehört. SOHR-Aktivisten zählten 22 Todesopfer.
Israelische Regierungsvertreter zeigten sich trotz des laufenden Angriffs der regierungsnahen Truppen aus die aufständischen Gebiete im Süden Syriens an der Grenze zu Israel und Jordanien ebenfalls nicht bereit, Flüchtlingen aus Syrien Zugang zum Staatsgebiet Israels zu erlauben. Man werde an der Grenze medizinische Hilfe und Versorgung bereitstellen, die Personen aber nicht ins Land lassen.

## Juli
Am 11. Juli hatten sich die Verteidiger der Stadt Darʿā in einem Viertel verschanzt und standen nach Berichten bereits in Verhandlungen über ihre Aufgabe. Im Becken des Jarmuk gab es nach SOHR-Beobachtern Luftangriffe gegen Angehörige der mit dem IS verbündeten Chalid-Ibn-al-Walid-Armee.
Am 12. Juli gaben die letzten Verteidiger in der Stadt Darʿā schließlich auf und die syrische Armee marschierte ein. Damit waren etwa 80 % der Provinz wieder unter Regierungskontrolle, während die Rebellen an die Grenze zu den von Israel besetzten Golanhöhen zurückgedrängt wurden.
Am Abend des 13. Juli töteten US-Streitkräfte nach Angaben der staatlichen syrischen Nachrichtenagentur im Dorf al-Sousa nahe der irakischen Grenze etwa 30 Personen, darunter mehrere IS-Kämpfer, die sich in einer alten Eisfabrik versammelt hatten.
Am 17. Juli hatte die syrische Armee den Beschuss auf die Region um den noch unter Kontrolle der Aufständischen verbliebenen Ort Quneitra verstärkt und Flüchtlinge versuchten sich an der nahen Grenze auf von Israel kontrolliertes Gebiet zu retten, wurden aber an der Grenze abgewiesen. Über die Zukunft der Bewohner der seit 2015 von Aufständischen eingeschlossenen Dörfer Fuah (35°58′58″N 36°42′17″E) und Kafraja (35°59′23″N 36°40′39″E) im Gouvernement Idlib wurde eine Vereinbarung erzielt, nach der die verbliebenen rund 7000 Bewohner und Kämpfer mit Bussen in Gebiete unter Kontrolle der syrischen Regierung evakuiert werden. Iranische Unterhändler sollen die Vereinbarung nach syrischen Medien mit Vertretern der Rebellengruppe HTS erreicht haben. Im Gegenzug sollen etwa 1.500 Gefangene der Regierung freigelassen werden. Ein vorheriger Versuch einer Evakuierung der Dörfer war im April 2017 gescheitert, nachdem ein Selbstmordattentäter einen Evakuierungskonvoi mit einer Autobombe angegriffen und 120 Menschen getötet haben soll.
Am 22. Juli verkündeten israelische Armeekreise, man habe eine größere Zahl Syrer aus dem Kampfgebiet in Süd-Syrien gerettet. Sie seien von den Israelis nach Jordanien gebracht worden, von wo aus sie nach Großbritannien, Kanada und Deutschland verteilt werden sollen. Die USA und mehrere europäische Länder hätten Israel um die Evakuierung gebeten, die Personen gehörten nach der israelischen Stellungnahme zu einer humanitären Organisation oder seien Familienangehörige. Es soll sich um Angehörige der Zivilschutzgruppe „Weißhelme“ handeln. Nach offiziellen jordanischen Angaben seien 422 Personen in Empfang genommen worden, obwohl ursprünglich die Aufnahme von 800 angefragt worden sei. Die Menschen seien durch herannahende syrische Regierungstruppen bedroht gewesen und eingeschlossen worden, teilte der Leiter der Weißhelme in einem Interview mit.
Am 24. Juli gaben israelische Stellen den Abschuss eines syrischen Kampfflugzeuges über den Golanhöhen bekannt. Das Militärflugzeug vom Typ Suchoi sei 2 km tief in den Luftraum der von Israel besetzten Golanhöhen eingedrungen, bevor man es mit zwei Patriot-Raketen abschoss. Das Wrack stürzte in Gebiet ab, das nach Pressemeldungen noch vom IS gehalten wird. Syrische Medien bestätigten den Abschuss einer Su-22, gaben aber an, er habe über syrischem Gebiet stattgefunden, während das Flugzeug Ziele des IS im Jarmuk-Becken angegriffen habe. Mindestens einer der beiden Piloten sei getötet worden.
Am 25. Juli überfielen IS-Kämpfer den Ort al-Suwaida (32°42′42″N 36°33′59″E) und griffen Ziele in der Umgebung an. Nach SOHR-Beobachtern kamen 89 Zivilisten, 94 Angehörige von Regierungstruppen und 34 IS-Kämpfer um. Unter den Angreifern waren auch Selbstmordattentäter, von denen einer, nach Angaben einer syrischen Nachrichtenagentur, seinen Sprengstoffgürtel auf einem belebten Markt zur Explosion brachte.

## August
Am 4. August wurde der syrische Raketenwissenschaftler Aziz Isbar bei der Explosion einer Autobombe in Masyaf getötet. Der Anschlag ist nach Quellen der New York Times dem israelischen Geheimdienst zuzurechnen.
Am Abend des 17. August wurden bei einem Angriff der Dschihadistenmiliz IS auf die Omar-Ölfelder in der Provinz Deir ez-Zor nach Angaben der SOHR sieben Kämpfer der Terrorgruppe getötet.
Russische Kampfflugzeuge flogen am 19. August den zweiten Tag in Folge Luftangriffe im Süden der Provinz Idlib. Getroffen wurden von den illegalen bewaffneten Dschihadistengruppierungen Haiʾat Tahrir asch-Scham und Dschaisch al-Izza ausgehobene Schützengräben in der Nähe der Orte Sukeek und al-Tamanah. Die syrische Luftwaffe flog im Norden der Provinz Hama Luftangriffe und nahm dabei die Orte al-Lataminah, Aleywi, Zakat, und Kafr Zita ins Ziel.
Nach Angaben der syrischen Nachrichtenagentur SANA setzte die syrische Armee am 24. August ihren Vormarsch gegen die Terrormiliz IS in der Provinz Suweida im Süden Syriens fort. Dabei seien unter anderem mehrere Dschihadisten getötet und verletzt sowie befestigte Stellungen und zwei mit schweren Maschinengewehren ausgestattete Technical-Kampfwagen der Terrorgruppierung zerstört worden.
Nach Berichten der al-Masdar News hat Russland inzwischen 17 Kriegsschiffe im Mittelmeer vor der syrischen Küste zusammengezogen. Zuletzt waren die Fregatten Admiral Grigorowitsch und Admiral Essen am 25. August durch den Bosporus gefahren, kurz zuvor hatten schon die Fregatte Pylki, das Landungsschiff Nikolai Filchenkow und die Korvette Wyschni Wolotschok die Meerenge durchquert. Am 29. August kam es zu einer russischen Warnung, nach der man sich nicht bei einem Antiterror-Einsatz in den Weg stellen solle. Die Vereinten Nationen warnten vor einer humanitären Katastrophe, sollte die Offensive gegen Idlib gestartet werden. Knapp drei Millionen Menschen sollen sich in dem Gebiet aufhalten.
Am 30. August sprengten Kämpfer der Nationalen Befreiungsfront (NLF) zwei Brücken über den Fluss Orontes an der Grenze zwischen den Provinzen Idlib und Hama, um eine befürchtete Offensive der syrischen Armee zu verzögern.

## September
Am frühen Morgen des 2. September soll es der Times of Israel zufolge zu mehreren Explosionen auf dem Gelände des syrischen Militärflugplatzes Mazzeh (35°59′23″N 36°40′39″E) im Westen von Damaskus gekommen sein. Eine libanesische Nachrichtenseite, die der syrischen Regierung nahe steht, sowie ein Repräsentant der syrischen Regierung berichteten den Angaben zufolge von einem israelischen Angriff mit Marschflugkörpern, die syrische staatliche Nachrichtenagentur SANA berichtete dagegen von einem Kurzschluss, der ein Feuer in einem Munitionsdepot ausgelöst habe.
Die kurdischen Volksverteidigungseinheiten attackierten am 3. September in der Region Afrin ein Fahrzeug der mit der türkischen Armee kollaborierenden Miliz Liwa al-Shamal, dabei wurden vier Kämpfer getötet.
Am 3. und 4. September kam es zu Angriffen auf mutmaßliche iranische Truppen und Einrichtungen in Syrien, die Israel zugerechnet wurden. Zu den am 4. September angegriffenen Zielen soll nach Angaben der Times of Israel ein mutmaßlicher Stützpunkt iranischer Truppen (35°02′36″N 36°19′19″E) in den Bergen südlich von Masyaf gehört haben, der bei Tageslicht angegriffen wurde, obwohl er innerhalb der Reichweite der russischen S-400 Luftabwehr in der Region liegt. Zwei Lagergebäude des Komplexes sollen dabei nach Medienangaben zerstört worden sein.
Am 4. September sollen russische Kampfflugzeuge Rebellenangaben zufolge Ziele in der Umgebung von Dschisr asch-Schughur in der Provinz Idlib und nördlich der Stadt Hama angegriffen haben. Der syrischen Regierung nahestehende Medien gaben an, dass es dabei 50 russische Luftangriffe gab. Dabei zerstörten nach Angaben in russischen Staatsmedien zwei Su-34 am 4. September eine Produktionsstätte für Angriffsdrohnen der Terrormiliz al-Nusra-Front, in der auch Sprengstoffe gelagert worden seien. Weiter wurde angegeben, dass ein Kampfflugzeug Su-35S ein Lagerhaus der Dschihadisten für Manpads zerstört habe. Der Angriff sei wenige Stunden nach einem Rebellenangriff im Gouvernement Latakia erfolgt, bei dem in der Nähe des Berges Dschabal Turkmen (35°46′53″N 35°58′57″E) drei Kämpfer der syrischen Regierung durch Raketenbeschuss getötet wurden.
Die al-Masdar News meldete, dass russische Kampfflugzeuge am 6. September erneut Angriffe auf Ziele der „Dschihadistenformationen“ im Distrikt Dschisr asch-Schughur (Provinz Idlib) nahe der türkischen Grenze geflogen hätte. Dabei sollen primär Gebiete mit einer großen Präsenz von Kämpfern der Terrororganisation Islamische Turkestan-Partei getroffen worden sein.
Am 7. September sollen russische Kampfflugzeuge nach Informationen der SOHR in Idlib Ziele der Islamistengruppen HTS und Ahrar al-Scham angegriffen haben. Ziel seien Befestigungsanlagen der Milizen im Südwesten Idlibs gewesen. Am Abend des 7. September schrieb die al-Masdar News, dass „Dschihadistenverbände“ im Norden der Provinz Hama mehrere Raketen auf die mehrheitlich von Christen bevölkerte und unter Kontrolle der Regierung stehende Stadt Mhardeh gestartet hätten. Dabei seien mindestens neun Zivilisten getötet und 20 weitere verletzt worden. Die syrische Armee reagierte auf diese Attacke mit dem Beschuss der Stellungen der Islamisten durch Artillerie und Raketensalven. Unter den angegriffenen Zielen sollen sich unter anderem Kafr Zita, Zakat, Alayweh und al-Lataminah befunden haben. Der syrischen Nachrichtenagentur SANA zufolge sollen die für den Angriff auf Mhardeh benutzten Raketenabschussgeräte bei den späteren Artillerieschlägen der syrischen Armee auf al-Lataminah zerstört worden sein. Weiters berichtete die Agentur von der geplanten Inszenierung eines Giftgasangriffs an drei Orten im Rebellengebiet durch die Hilfsorganisation der Weißhelme und eine bewaffnete Gruppe. Ziel der Aktion sei, ein westliches Eingreifen zu provozieren.
Die al-Masdar News meldete, dass Kämpfer der kurdischen Volksverteidigungseinheiten in der von der Türkei und mit ihr verbündeten Rebellenverbänden besetzten Region Afrin am 7. September einen Anschlag auf einen Kämpfer der Hamza-Brigade verübt hätten.
Am 9. September berichtete al-Masdar News von schweren Luftangriffen auf al-Lataminah, das demnach als Kerngebiet der Miliz Dschaisch al-Izza gelten soll, im Norden der Provinz Hama. Daran seien fünf Kampfhubschrauber der syrischen Luftwaffe sowie vier russische Kampfflugzeuge beteiligt gewesen, letztere sollen den Angaben zufolge auch bunkerbrechende Bomben eingesetzt haben, um die unterirdischen Verstecke der Dschihadistengruppen zu zerstören.
In der Nacht vom 15. auf den 16. September wurde ein Gelände am Flughafen Damaskus nach Angaben von SOHR-Beobachtern offenbar zum Ziel eines Luftangriffs. Marschflugkörper, die von der israelischen Luftwaffe gestartet wurden, hätten demnach am Rand des Geländes ein Lagerhaus getroffen, in dem Waffen gelagert worden seien. Die staatliche syrische Nachrichtenagentur SANA berichtete von einem israelischen Angriff, bei dem die syrische Flugabwehr mehrere anfliegende Raketen zerstört habe.
Am 17. September meldeten russische Stellen den Verlust eines Aufklärungsflugzeuges Il-20M, das auf dem Rückweg zum Militärflugplatz Hmeimim war. Die Maschine sei über dem Mittelmeer um 20 Uhr vom Radarschirm verschwunden. Offizielle russische Stellen legten sowohl nahe, dass israelische F-16-Kampfflugzeuge, die aus der Gegend einen Angriff auf Syrien geflogen hätten, oder die französische Fregatte Auvergne, die eine Rakete gestartet habe, mit dem Verlust im Zusammenhang stünden, ohne jedoch einen der Staaten direkt zu beschuldigen. Syrische Stellen meldeten zu der Zeit einen Angriff mit Marschflugkörpern auf die Küstenstadt Latakia und den Einsatz ihrer Luftabwehr. Wenig später gab das russische Verteidigungsministerium eine offizielle russische Version bekannt, nach der die Israelis ihren Angriff flogen, als sich das russische Flugzeug auf der Rückkehr zur Basis befunden habe. Eine syrische S-200-Flugabwehrrakete hätte dann die Il-20 getroffen. 15 russische Militärangehörige seien getötet worden. Das israelische Verteidigungsministerium gestand den Angriff ein, bei dem man in Syrien Produktionsstätten iranischer Kräfte für Präzisionswaffen bekämpft habe, die der Hisbollah zugespielt werden sollten. Man bedauerte den Verlust des russischen Flugzeuges, schrieb aber syrischen Stellen Verantwortung zu, da sie sich keine Mühe gemacht hätten, die von ihrer Luftabwehr beschossenen Ziele zu identifizieren. Zur Zeit des Abschusses hätten sich die israelischen Flugzeuge bereits wieder im israelischen Luftraum befunden.
Nach der Ankündigung Russlands, Syrien mit S-300-Flugabwehrsystemen beliefern zu wollen, gab der israelische Ministerpräsident Benjamin Netanyahu am 26. September der Presse gegenüber an, er habe sich vom amerikanischen Präsidenten Donald Trump bestimmte Garantien bezüglich der Einsatzfreiheit Israels in Syrien geben lassen.

## Oktober
Die iranischen Revolutionsgarden feuerten am 1. Oktober 2018 von einem Stützpunkt nahe Kermānschāh als Vergeltung für den Terroranschlag auf die Militärparade im iranischen Ahvaz am 22. September 2018 insgesamt sechs Kurzstreckenraketen vom Typ Qiam und Zolfaghar auf Stellungen der Terrormiliz IS nahe dem syrischen Hadschin an der Grenze zum Irak ab.
Am 6. Oktober kam es im Westen der Provinz Aleppo zu Gefechten zwischen den beiden Terrormilizen Haiʾat Tahrir asch-Scham und Harakat Nour al-Din al-Zenki. Bei dem Angriff der HTS-Kämpfer auf Positionen der Dschihadistengruppe Harakat Nour al-Din al-Zenki im Ort Mirznaz sollen nach HTS-Angaben mehr als zehn Dschihadisten getötet und ein gepanzertes Fahrzeug erbeutet worden sein.
Am 10. Oktober meldete die Befreiungsfront (NLF) den Abzug der letzten schweren Waffen in Idlib von der Grenze zum Gebiet, das Truppen der syrischen Regierung halten, wie es die zwischen Russland und der Türkei zuvor geschlossene Vereinbarung vorsah. So soll eine 15 Kilometer breite, demilitarisierte Zone geschaffen werden.
Am 15. Oktober öffneten Syrien und Jordanien nach drei Jahren den Grenzübergang Nasib (32°31′43″N 36°12′03″E). Ebenso wurde der Übergang zwischen dem von Syrien kontrollierten Teil der Provinz Quneitra sowie den von Israel besetzten Golanhöhen wieder für den Verkehr von UNDOF-Truppen geöffnet.
Bei einem Gipfeltreffen am 27. Oktober 2018 in Istanbul zwischen dem türkischen Präsidenten Recep Tayyip Erdoğan, dem russischen Präsidenten Wladimir Putin, dem französischen Präsidenten Emmanuel Macron und der deutschen Bundeskanzlerin Angela Merkel haben die Teilnehmer zur Bewahrung der Waffenruhe im syrischen Rebellengebiet im Gouvernement Idlib aufgerufen, um bei einem dauerhaften Waffenstillstand die Schaffung einer demilitarisierten Zone zu ermöglichen. Zudem fordern die Gipfelteilnehmer die Bildung eines Verfassungskomitees mit Sitz in Genf (Schweiz), um eine politische Lösung in Syrien voranzubringen. An dem Gipfeltreffen nahm zudem auch der UNO-Gesandte für Syrien, Staffan de Mistura, teil.
Bei schweren Kämpfen zwischen der Terrormiliz Islamischer Staat (IS) und Kämpfern der von den USA unterstützten Demokratische Kräfte Syriens (SDF) im syrischen Gouvernement Deir ez-Zor wurden am 27. Oktober 2018 mindestens 40 SDF-Kämpfer – nach anderen Angaben 68 Kämpfer – getötet und mehrere verschleppt.
Nahe der von der Türkei besetzten syrischen Grenzstadt Dscharābulus und der Stadt Ain al-Arab (Kobane) griffen die türkischen Streitkräfte am 28. Oktober 2018 Stellungen der von den USA unterstützten kurdischen Volksverteidigungseinheiten (YPG) an, die zu den Demokratischen Kräften Syriens (SDF) gehören.
Die SDF gaben am 31. Oktober bekannt, ihre Operationen gegen die Terrormiliz IS aufgrund der türkischen Angriffe auf die Region um die Stadt Kobane vorerst einzustellen.

## November
Die syrische Nachrichtenagentur SANA meldete am 1. November das Auffinden eines IS-Munitionslagers mit 450.000 Patronen des Kalibers 7,62 × 51 mm NATO aus US-amerikanischer Produktion in der Stadt al-Mayadin in der Provinz Deir ez-Zor.
Die Nachrichtenagentur SANA berichtete am 3. November von einem Hilfskonvoi des Roten Halbmondes und der UNO von Damaskus zum Flüchtlingslager al-Rukban in der von US-Truppen und bewaffneten Milizen besetzten Region um al-Tanf im Osten Syriens. 78 LKWs beladen mit 450 Tonnen Hilfsgütern wie Nahrung, Mehlsäcken und Kinderkleidung erreichten das Lager. Der Konvoi wurde auf Ersuchen des leitenden Sicherheitsberaters der Vereinten Nationen in Syrien, Robert Marinovic, von Einheiten der russischen Militärpolizei und russischen Helikoptern eskortiert. Es handele sich um die erste Hilfslieferung seit neun Monaten, zuvor hätte die US-geführte Koalition jegliche Hilfslieferungen in das Gebiet an der Grenze zum Irak und zu Jordanien blockiert.
Am 4. November wurden bei einem Selbstmordanschlag des IS mit einer Autobombe auf einen Kontrollpunkt des SDF im Nordosten Syriens 20 SDF-Kämpfer verwundet. Nach SOHR-Angaben gab es zudem 12 Tote unter SDF-Kämpfern, was deren Sprecher jedoch bestritt. Die IS-Angreifer waren aus Hadschin gekommen. In dem Gebiet sollen sich nach US-Schätzungen noch rund 2000 IS-Kämpfer aufhalten.
Am 7. November meldeten Koalitionsstreitkräfte, dass ein Angriff von IS-Kämpfern auf das von SDF-Kämpfern gehaltene Gas- und Ölfeld Tanak (34°54′23″N 40°50′02″E) mit Hilfe der US-Luftwaffe abgewehrt wurde. 20 IS-Kämpfer seien getötet worden.
Am 17. November wurden bei einem Angriff der US-Luftwaffe auf das Dorf Abu-al-Hassan, das im Rückzugsraum des IS liegt, nach Angaben von SOHR-Aktivisten 43 Menschen getötet.
Als Reaktion auf die Angriffe der Türkei auf die YPG ab Ende Oktober, nach denen die SDF ihre Operationen gegen den IS vorübergehend eingestellt hatte, kündigten die USA die Schaffung von Beobachtungsposten an der türkisch-syrischen Grenze an.
Raed Fares, berühmter Aktivist des demokratischen Aufstandes, Gründer des Radios Fresh und Kritiker sowohl der Regierung als auch der Extremisten, wurde zusammen mit dem Fotografen Hamud Juneid am 23. November 2018 getötet, laut Vermutung von Freunden durch Extremisten.
Am 25. November bekämpften russische Kampfflugzeuge Stellungen der Rebellen, von denen aus am Vortag Artilleriemunition mit Chlorgas auf Aleppo gefeuert worden sei.
In der Nacht vom 29. auf den 30. November griffen israelische Kampfflugzeuge nach SOHR-Angaben mehrere Ziele in Syrien an, darunter zwei Depots der Hisbollah und eine Einrichtung der syrischen Armee bei Harfa (33°16′0″N 35°54′45″E).

## Dezember
Am 2. Dezember flogen US-Streitkräfte Luftangriffe auf Ziele in Syrien, bei denen laut US-Angaben der IS-Anführer Abu al Umarayn getötet worden sei.
Am 9. Dezember überquerte nach drei Jahren geschlossener Grenze (bis im Oktober 2018) ein erster UNO-Hilfskonvoi von 370 Lastwagen die jordanische Grenze nach Syrien.
Am 12. Dezember gab die Türkei bekannt, unter Inkaufnahme US-amerikanischer Verluste in die von den SDF gehaltenen Gebiete östlich des Euphrat einmarschieren zu wollen.
Am 14. Dezember meldeten SDF-Kämpfer die Eroberung von Hadschin, der letzten größeren Ortschaft in Syrien, die noch unter Kontrolle der Terrorgruppe IS gestanden hatte. Die verbliebenen IS-Kämpfer hätten sich am Morgen des 14. nach intensiven Kämpfen und Angriffen der US-Luftwaffe abgesetzt und den Ort aufgegeben.
Am 18. Dezember teilten Staffan de Mistura sowie die Außenminister Russlands, des Iran und der Türkei in Genf mit, dass ein Ausschuss zur Erarbeitung einer neuen Verfassung Anfang Januar 2019 seine Arbeit aufnehmen werde. Seine Einrichtung geht auf das Treffen von Sotschi vom Januar des Jahres zurück. Jeweils 50 Delegierte der Regierung, der Opposition sowie von den Vereinten Nationen benannte Unabhängige sollen in ihm vertreten sein. Die Einbindung der Kurden, die über die Volksverteidigungseinheiten (YPG) einen bedeutenden Machtfaktor im Norden und Osten des Landes darstellen, blieb ungeklärt.
Am 19. Dezember gab US-Präsident Donald Trump den Sieg über die Terrorgruppe IS per Kurznachrichtendienst Twitter bekannt. Der Kampf gegen den IS sei der einzige Grund für ihn gewesen, überhaupt mit US-Truppen in Syrien aktiv zu sein. US-Offizielle bestätigten daraufhin den geplanten Rückzug aller rund 2000 US-Soldaten aus Syrien. Die Nachricht kam überraschend, nachdem US-Diplomat Brett McGurk noch eine Woche zuvor erklärt hatte, dass niemand die Mission in Syrien für beendet erkläre.
Am 21. Dezember versprach der türkische Präsident, mit einer möglichen militärischen Offensive gegen die Demokratische Föderation Nordsyrien (DFNS) bis nach dem Abzug der US-Truppen aus dem Gebiet warten zu wollen.
Am 23. Dezember wurden, nach SOHR-Angaben und Berichten türkischer Medien, Militäreinheiten der Türkei und der von ihnen kontrollierten syrischen Rebellen an der Grenze zum noch von den SDF und den abrückenden US-Truppen gehaltenen Manbidsch zusammengezogen. Nach Medienberichten seien bereits türkische Spezialeinheiten nach Syrien entsandt worden. Laut SOHR bot Russland währenddessen an, Truppen der syrischen Regierung an der Grenze zur Türkei zu stationieren.
Am 25. Dezember erreichten russische Truppen nach kurdischen Angaben die Stadt Arima (36°28′16″N 37°43′16″E) westlich von Manbidsch. Ein Sprecher einer syrischen Miliz gab an, Verstärkungen syrischer Regierungstruppen seien im Zuge einer erwarteten türkischen Offensive nach Arima geschickt worden. Frankreich kündigte an, seine Einsätze gegen den IS in Syrien fortzuführen, bis die Organisation besiegt sei, der türkische Außenminister Mevlut Cavusoglu gab bekannt, dass man sich davon beim Kampf gegen die YPG nicht aufhalten lassen werde.
Ebenfalls am 25. Dezember, gegen 22 Uhr Ortszeit, griffen israelische Kampfflugzeuge nach US- und SOHR-Angaben mit Marschflugkörpern mehrere Ziele in Syrien an. Dabei sollen Waffenlager südwestlich von Damaskus getroffen worden sein. Nach Angaben aus US-Quellen seien dabei auch mehrere Repräsentanten der libanesischen Hisbollah getötet worden. Die Flugabwehr der syrischen Streitkräfte hat nach Angaben der staatlichen Nachrichtenagentur SANA dabei mehrere „feindliche Ziele“ westlich der Hauptstadt Damaskus abgeschossen. Es gab mehrere schwere Detonationen nahe der Hauptstadt und nahe dem Luftwaffenstützpunkt in Mezzeh. Später räumte ein israelischer Offizieller einer Presseagentur gegenüber verschiedene Angriffe am 25. ein, die an drei Orten in Syrien Lager- und Logistikeinrichtungen gegolten hätten, die von iranischen Truppen zum Waffentransport an die Hisbollah benutzt wurden. Russische Stellen seien zuvor über den Angriff informiert worden.
Am 28. Dezember reagierten syrische Regierungstruppen auf ein Schutzersuchen der syrischen Kurden und schickten Verstärkungen ins bisher von Kurden und US-Truppen kontrollierte Manbidsch.
Am 31. Dezember griffen irakische Luftstreitkräfte nach eigenen Angaben ein Treffen von IS-Kämpfern in der Nähe von Deir ez-Zor an.